# 서피스 듀오
서피스 듀오(Surface Duo)는 마이크로소프트가 2019년 10월 2일에 공개한 안드로이드 스마트폰이다. 마이크로소프트 서피스의 첫 번째 스마트폰 기종이다. 마이크로소프트에서 출시한 제품이니까 당연히 윈도우가 탑재될 줄 알았으나 안드로이드 10이 탑재되었다. 서피스 듀오는 서피스 네오와 함께 발표되었다. 최근 단종된 윈도우 10 모바일과 같이 사내 운영 체제를 운영했던 이전의 마이크로소프트 제품들과는 달리 서피스 듀오는 대신 안드로이드 10이 탑재되었다. 이 장치는 일반적으로 스마트폰으로 간주되지만, 마이크로소프트는 일반적으로 "서피스 제품군의 최신 제품"으로 지칭하는 대신 기기를 설명하는 용어를 사용하지 않는다. 그것은 패블릿이라고도 불린다.